# Baggerweiher zwischen Bechhofen und Gauchsdorf
Das Naturschutzgebiet Baggerweiher zwischen Bechhofen und Gauchsdorf liegt im fränkischen Seenland auf dem Gebiet der Stadt Abenberg und der Gemeinde Büchenbach im mittelfränkischen Landkreis Roth in Bayern.
Das Gebiet erstreckt sich südöstlich von Bechhofen (Ortsteil von Abenberg), südwestlich von Gauchsdorf (Gemeindeteil von Büchenbach) und nordwestlich der Kernstadt von Abenberg. Nördlich des Gebietes fließen der Hirtenbach und die Aurach und südlich der Kaltenbach.

## Geschichte
Nach der Ausbeutung von Sandvorkommen verblieben die Tagebaurestlöcher zunächst sich selbst überlassen und liefen mit Niederschlägen und Sickerwasser aus dem Grundwasserleiter der nördlich verlaufenden Aurach voll. 
Die entstandenen Baggerseen besitzen keine oberflächigen Zu- oder Abläufe, sind also sogenannte Himmelsteiche.
Im Jahr 2017 wurde das Gelände unter der Kennung NSG-00757.01 als Naturschutzgebiet ausgewiesen.

## Fauna und Flora
Auf den Weihern brüten Haubentaucher. Die früher vorhandene Uferschwalben-Kolonie an der Steilwand im nicht öffentlich zugänglichen Bereich scheint seit 2018 aufgegeben zu sein. Im Gebiet um die Weiher leben zahlreiche Vogelarten, darunter die Heidelerche, der Trauerschnäpper und verschiedene Spechte.